# 泰雷兹集团
泰雷兹集团（法語發音：[talɛs]），是法国的一家专注于航空航天、国防、地面交通运输、安全和製造電氣系統的电子集团。其總部位於巴黎的拉德芳斯（巴黎商業區）。其股票在巴黎泛歐證券交易所上市，截止2019年4月2日，在56个国家和地区有业务，并有80000名员工。
泰雷兹是一家航空航天、国防、安全和交通运输装备的世界级领导公司。

## 公司簡史
1998年，公司为阿尔卡特、达索电子和Thomson-CSF的军事业务部门合并的新公司。2000年末，公司改为现名。
2003年，泰雷茲英國公司的設計贏得了英國皇家海軍未來柴油航空母艦（英語：Carrier Vessel Future，CVF）的競爭。
2006年，泰雷茲集團旗下負責生產GPS裝置的導航部門，被以1.7億美元的價格出售給私人股本集團Shah Capital Partners，並更名為Magellan。同一年，泰雷兹集团收購了澳大利亞國防工業公司，這是一家以生產軍事裝備為主的主要製造商。
2013年4月1日起，泰雷兹集团开始矩阵化管理，按照地理区域与业务范围分为几大部门：
- 六个国际业务重组为三个部分：航空（航空电子、太空）、交通（地面交通运输系统）、国防与安全（信息与通信安全系统、地面与天空系统、国防系统）以及一家集团持股35%的公司DCNS；
- 国际业务按照地理分为几大区域：大国（德国、澳大利亚和新西兰、加拿大、美国、法国、荷兰和英国）、欧洲其他国家级新兴市场国家[5]。

泰雷茲英國公司自2020年起為英國護照署承印空白護照。

## 參閲
- 泰雷兹阿莱尼亚宇航公司

## 外部連結
- 官方网站  （英文）